# Paronychia argentea var. angustifolia
Paronychia argentea subsp. angustifolia é uma variedade de planta com flor pertencente à família Caryophyllaceae. 
A autoridade científica da variedade é Chaudhri, tendo sido publicada em Meded. Bot. Mus. Herb. Rijks Univ. Utrecht 285: 216 (1968).

## Portugal
Trata-se de uma variedade presente no território português, nomeadamente em Portugal Continental.
Em termos de naturalidade é nativa da região atrás indicada.

## Protecção
Não se encontra protegida por legislação portuguesa ou da Comunidade Europeia.